# Буа-Гийом (кантон)
Буа-Гийом  (фр. Bois-Guillaume) — кантон во Франции, находится в регионе Нормандия, департамент Приморская Сена. Входит в состав округа Руан.

## История
До 2015 года в состав кантона входили коммуны:
- Биорель
- Буа-Гийом
- Иновиль

В результате реформы 2015 года состав кантона был изменен. В его состав включены шестнадцать коммун упраздненного кантона Клер.

## Состав кантона с 22 марта 2015 года
В состав кантона входят коммуны (население по данным Национального института статистики за 2018 г.):
- Ансомвиль (661 чел.)
- Биорель (8 331 чел.)
- Боск-Герар-Сент-Адриан (973 чел.)
- Буа-Гийом (14 309 чел.)
- Грюньи (1 009 чел.)
- Иновиль (3 315 чел.)
- Кенкампуа (3 007 чел.)
- Клавиль-Мотвиль (281 чел.)
- Клер (1 372 чел.)
- Ла-Усе-Беранже (534 чел.)
- Ле-Бокас (665 чел.)
- Мон-Ковер (790 чел.)
- Монвиль (4 661 чел.)
- Отьё-Ратьевиль (403 чел.)
- Сент-Жорж-сюр-Фонтен (906 чел.)
- Сьервиль (1 051 чел.)
- Фонтен-ле-Бур (1 784 чел.)
- Фришмениль (405 чел.)
- Эстевиль (495 чел.)

## Политика
На президентских выборах 2022 г. жители кантона отдали в 1-м туре Эмманюэлю Макрону 38,2 % голосов против 19,3 % у Марин Ле Пен и 15,9 % у Жана-Люка Меланшона; во 2-м туре в кантоне победил Макрон, получивший 68,2 % голосов. (2017 год. 1 тур: Франсуа Фийон – 27,3 %, Эмманюэль Макрон – 27,2 %, Марин Ле Пен – 17,1 %, Жан-Люк Меланшон – 15,4 %; 2 тур: Макрон – 72,3 %. 2012 год. 1 тур: Николя Саркози — 34,9 %, Франсуа Олланд — 25,5 %, Марин Ле Пен — 14,1 %; 2 тур: Саркози — 55,3 %. 2007 год. 1 тур: Саркози — 36,6 %, Сеголен Руаяль — 21,8 %; 2 тур: Саркози — 58,7 %).
С 2015 года кантон в Совете департамента Приморская Сена представляют вице-мэр города Биорель Натали Лекордье (Nathalie Lecordier) (Разные правые) и бывший мэр города Монвиль, сенатор Паскаль Мартен (Pascal Martin) (сначала Союз демократов и независимых, затем Радикальное движение).
|                | Кандидаты                      | Партия               | Первый тур | Первый тур     | Второй тур | Второй тур |
| Кол-во голосов | Кандидаты                      | Партия               | % голосов  | Кол-во голосов | % голосов  |            |
| -------------- | ------------------------------ | -------------------- | ---------- | -------------- | ---------- | ---------- |
|                | Натали Лекордье Паскаль Мартен | Правый блок          | 6 896      | 56,32          | 8 181      | 68,44      |
|                | Мелани Вошель Филипп Соважон   | Левый блок ― Зеленыё | 3 488      | 28,49          | 3 773      | 31,56      |
|                | Соланж Куако Фредерик Мазье    | Национальный фронт   | 1 861      | 15,20          |            |            |

|                | Кандидаты                      | Партия             | Первый тур | Первый тур |
| Кол-во голосов | Кандидаты                      | Партия             | % голосов  |            |
| -------------- | ------------------------------ | ------------------ | ---------- | ---------- |
|                | Натали Лекордье Паскаль Мартен | Правый блок        | 8 811      | 50,21      |
|                | Мари-Элен Бюшон Тома Селье     | Левый блок         | 3 495      | 19,92      |
|                | Тьерри Ле Гё Кристель Шу       | Национальный фронт | 3 490      | 19,89      |
|                | Анник Бонно Филипп Соважон     | Зеленыё            | 1 752      | 9,98       |